# عيسى موداشيرو
عيسى موداشيرو (بالإنجليزية: Issa Mudashiru)‏ هو لاعب كرة قدم أمريكي، ولد في 21 يونيو 2003 في بيثيسدا في الولايات المتحدة.